# Marfa Sobakina

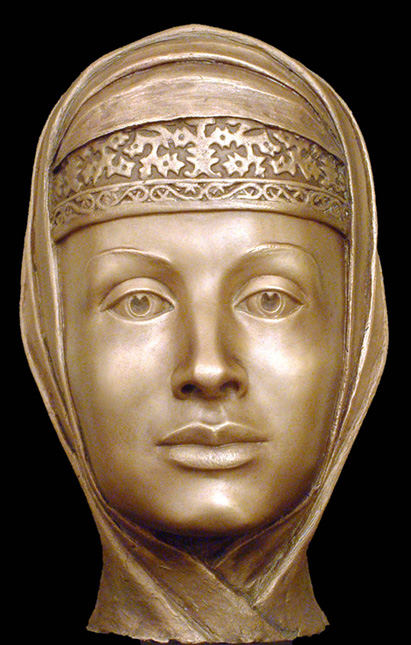
Marfa Sobakina

Marfa Vasilevna Sobakina (ryska: Марфа Васильевна Собакина), född 1552, död 13 november 1571, var en rysk tsaritsa, gift med tsar Ivan den förskräcklige. 

## Biografi
Marfa Sobakina var dotter till adelsmannen Vasilij Sobakin. 
Hon deltog vid 1571 års brudvisning, där hon valdes ut till tsar Ivan den förskräckliges tredje hustru, och Eudoxia Saburova till brud åt tronföljaren. Hon valdes ut 26 juni 1571. Strax efter att hon valts ut insjuknade hon i en mystisk sjukdom. Det är troligt att hon förgiftades av misstag av sin mor, som gav henne ett medel för att öka hennes fertilitet. 
Giftermålet ägde rum 28 oktober 1571. Tronföljarens bröllop hölls 4 november. Hon avled 13 november. 
Eftersom hon dog i ett slott fyllt med lojalister, ska hennes död i förgiftning ha ökat Ivans paranoia och misstänksamhet. Han lät avrätta hennes mor och en hovman. Ivan uppgav sedan att äktenskapet aldrig fullbordades. Det är okänt om detta vara sant. Ivan hade anledning att uppge att äktenskapet var ofullbordat eftersom det gjorde att han kunde få dispens för ett fjärde äktenskap. 